# 阿蘇山ロープウェー

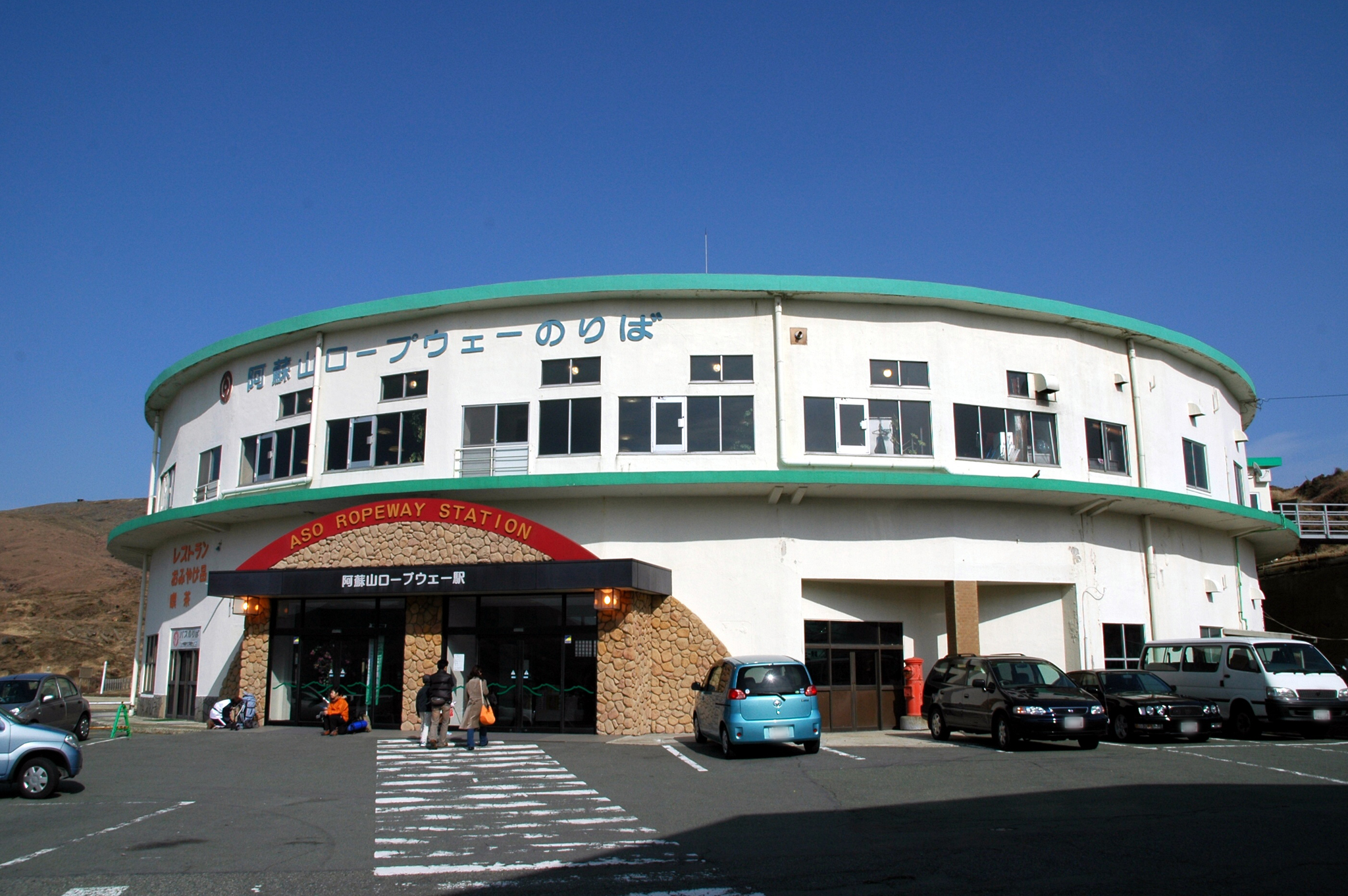
阿蘇山ロープウェーのりば「阿蘇山西駅」

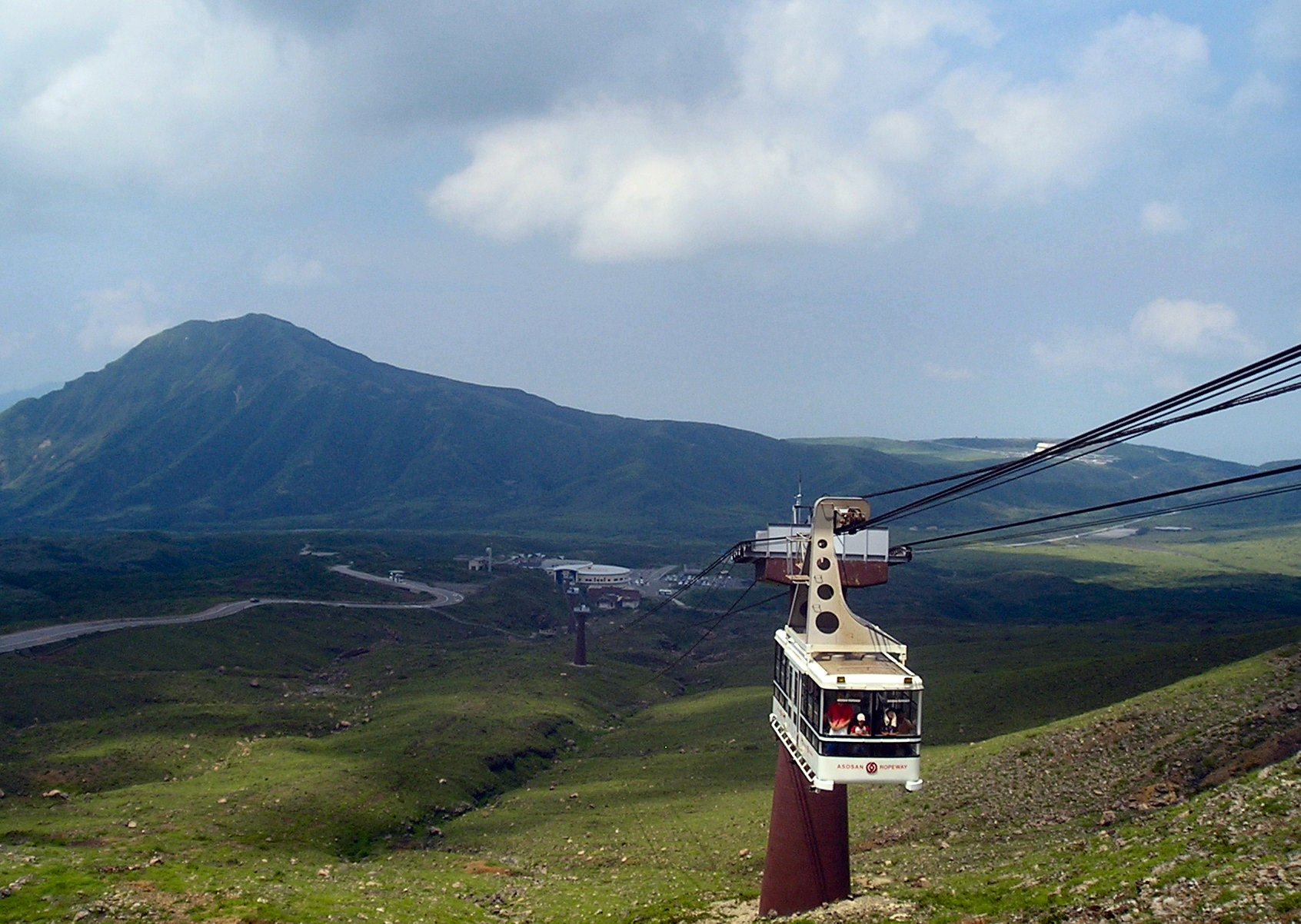
阿蘇山ロープウェーのゴンドラ

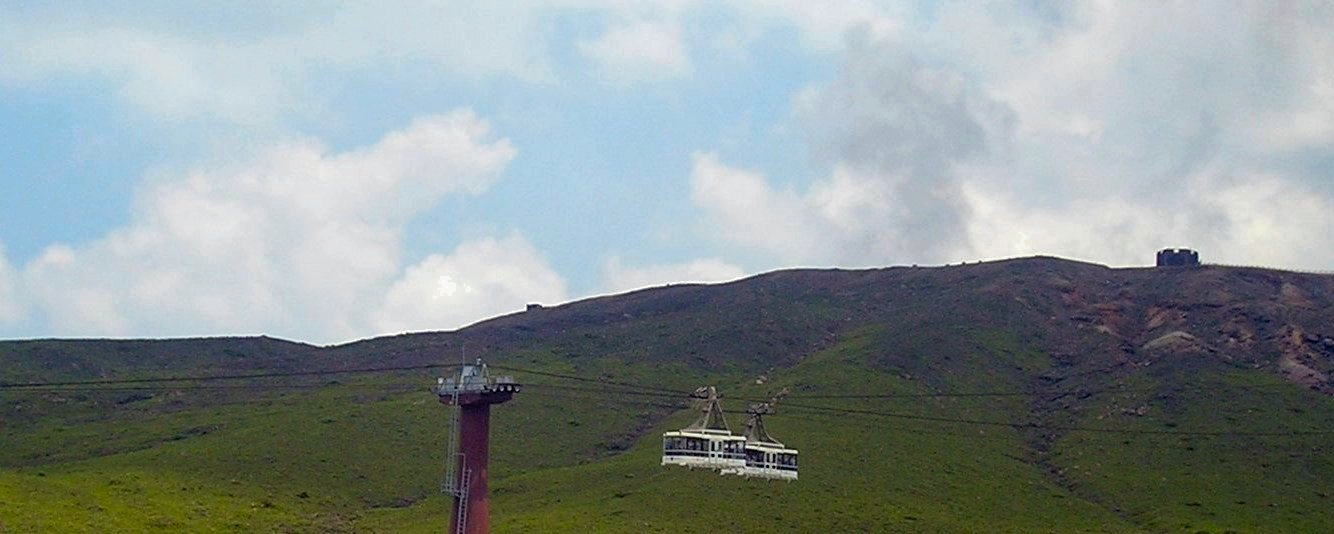
すれ違うゴンドラ；左が阿蘇山西駅行きの下りで右が山頂駅行きの上り。

阿蘇山ロープウェー（あそさんロープウェー）は、九州産交ツーリズムが熊本県阿蘇市の阿蘇山の火口縁で運営していたロープウェイ。
阿蘇山西駅の2階には、阿蘇の四季の風景や噴火を疑似体験できる屋内プロジェクションマッピング「阿蘇スーパーリング」があった。

## 事業概要

### ロープウェー
- 営業開始：1958年4月10日
- 営業距離：858 m
- 高低差：108 m
- ゴンドラ定員：91人

世界初の活火山で運営されていたロープウェイ。阿蘇山中岳の西側から火口の縁までを登る。公式サイトによると、高低差108 mを所要時間4分で結ぶという。ゴンドラは通常は15 - 20分間隔で運行。
山上へは、阿蘇山公園道路（有料）と、このロープウェイを使う2つの方法がある。
阿蘇山の噴火警戒レベルが1（平常）の間のみ運行され、2（火口周辺規制）以上になると運休になる。その際は阿蘇山公園道路も通行禁止となる。
ゴンドラは、JR九州九州新幹線「つばめ」などをデザインした水戸岡鋭治のデザインによって、2009年9月17日にリニューアルされた。

#### 噴火活動による長期化休業から廃止へ
1958年の開業当年度から中岳が噴火して爆風により施設が被害を受けるなど、火山活動に翻弄されてきた。近年も度重なる噴火活動による運休が相次ぎ、その最中で2016年4月に熊本地震、同年10月の大規模噴火によって駅舎やゴンドラなどに被害が生じ、当面の運行再開は困難な状況となっている。2018年2月28日入山規制解除を受け、同日から2020年10月まで、ロープウェイ代行バスとして「阿蘇山ループシャトル」が運行されていた。その後後述の通り、運行再開を中止することになったため、2020年11月1日からは、代替として「阿蘇山火口シャトル」が阿蘇山西駅（阿蘇山上ターミナル） - 火口間を運行している（バスの運行は産交バス阿蘇営業所に委託）。
2018年10月12日、運行の再開を断念し、駅舎とロープの支柱を解体、撤去することを明らかにした。近く工事に入り、2019年春までに終える計画であった。
2019年5月22日、2020年度中の再開を目指して設備の再建工事を行うことを明らかにした。
29日、再建に着手する施設概要が明らかされ、駅舎の屋根を強化し、山頂側駅舎の地下に避難待機所を設置するなどの防災機能を高め、ゴンドラはこれまでの1両運行（定員91人）から、2両連結運行（定員計56人）へと変更する計画。
旧設備の解体工事が終了し、30日に地鎮祭が行われた。
しかし、火山活動の長期化による本格作業に入れない状態が続いており見通しが立たず、仮に工事できて復旧した後に同様の事態が起きる安全性リスク及び地盤の問題による工法見直しで予算増大・期間延長することが見込まれることによる経営的影響を考慮した結果、2019年12月24日に建設中止と共にバス輸送を中心とした代替サービスについて検討することを発表した。

### 阿蘇スーパーリング
阿蘇山西駅の2階で、エンターテインメント施設を運営。
4面のマルチスクリーンとジオラマスクリーンを使用した屋内常設プロジェクションマッピング（2014年7月の時点では、日本最大の規模だった）。
内容は、阿蘇の祭や風景を通して四季を体感。阿蘇カルデラができた過程や阿蘇中岳の火口を疑似体験できた。

## 駅
- 火口西駅（北緯32度52分50.6秒 東経131度5分1.9秒 / 北緯32.880722度 東経131.083861度）
- 阿蘇山西駅（北緯32度52分47.2秒 東経131度4分28.6秒 / 北緯32.879778度 東経131.074611度）
  - 阿蘇山西駅跡には2021年2月12日に阿蘇山上ターミナルが開業。翌13日よりバスの乗り入れが始まった[3][4]。